# Promenade (album)
 (mai 2023).
Si vous disposez d'ouvrages ou d'articles de référence ou si vous connaissez des sites web de qualité traitant du thème abordé ici, merci de compléter l'article en donnant les références utiles à sa vérifiabilité et en les liant à la section « Notes et références ».
Albums de The Divine Comedy
Liberation
(1993) Casanova
(1996)
Promenade est le troisième album de The Divine Comedy. Il sort en 1994 chez Setanta Records et rencontre immédiatement le succès critique et commercial. C'est un concept album sur deux amoureux qui passent une journée au bord de la mer. 
Promenade sonne encore plus classique que son prédécesseur Liberation. Les arrangements pour cordes rappellent les œuvres de Michael Nyman, avec qui The Divine Comedy allait plus tard collaborer. Neil raconta un jour qu'après avoir assisté à un concert de Michael Nyman, il était allé voir le compositeur, lui avait remis un exemplaire de Promenade, et en blaguant lui avait dit : « Vous pouvez me poursuivre si vous voulez. » Des années plus tard, Nyman dit ne pas se souvenir de l'incident, mais assure se sentir davantage flatté que floué".
Promenade est aussi plus littéraire que Liberation. L'album s'ouvre sur une citation de l'hymne d'Isaac Watts : « Our God, Our Help in Ages Past », et s'achève sur une citation d'une ode d'Horace qui est chantée en chœur dans une chanson du début intitulée The Booklovers. The Booklovers contient des références à plus de soixante-dix écrivains. Neil Hannon envoie tous ses albums à Scott Walker, dont il est un grand fan. Scott lui envoya une lettre lui déclarant qu'il aimait particulièrement The Booklovers.

## Concept de l'album et thèmes
Promenade est un album-concept sur deux amoureux passant une journée au bord de la mer. Il y a plusieurs interprétations différentes de l'histoire, mais elles tournent toujours autour d'un même schéma : Bath raconte le bain du personnage féminin, et Going Downhill Fast parle du personnage masculin faisant du vélo pour aller la voir. The Booklovers montre le couple discutant de leurs auteurs préférés, A Seafood Song les montre prenant un repas de fruits de mer ; dans Geronimo ils sont surpris par la pluie alors qu'ils rentrent chez lui, et ils font un tour de grande roue dans Don't Look Down. Plus loin, dans The Lights Go Out All Over Europe, ils vont voir un film français, et The Summerhouse parle de leurs souvenirs d'enfance. Ensuite, la fille fait une tentative de suicide par noyade en mer dans Neptune's Daughter, puis ils se saoulent dans A Drinking Song, et Ten Seconds to Midnight traite du décompte du Nouvel An et de la commémoration du moment où ils sont se rencontrés pour la première fois. Enfin, dans Tonight We Fly, ils transcendent tout à travers leur extase. Pour certains, le couple meurt dans cette chanson.
L'eau est un élément récurrent dans Promenade. L'eau apparaît d'une manière ou d'une autre dans les chansons Bath, A Seafood Song, Geronimo, The Summerhouse, Neptune's Daughter, et Tonight We Fly. Un autre élément récurrent est la mythologie. Aphrodite est mentionnée dans Bath, Mercure dans Going Downhill Fast, et Neptune est dans le titre de Neptune's Daughter.
Des références au cinéma français de la Nouvelle Vague apparaissent dans deux des chansons. The Lights Go Out All Over Europe fait allusion à Jules et Jim de François Truffaut, contient des extraits de dialogue d’À bout de souffle de Jean-Luc Godard et l'un des personnages de la chanson déclare : « [...] my mission is to become eternal and to die », paraphrasant une ligne d’À bout de souffle. The Booklovers contient le vers : Tu connais William Faulkner ?, une autre citation d’À bout de souffle.

## Liste des titres
- Chansons écrites et arrangées par Neil Hannon

1. Bath – 4:10
2. Going Downhill Fast – 2:33
3. The Booklovers – 5:51
4. A Seafood Song – 3:29
5. Geronimo – 1:53
6. Don't Look Down – 4:48
7. When the Lights Go Out All Over Europe – 3:29
8. The Summerhouse – 4:15
9. Neptune's Daughter – 4:49
10. A Drinking Song – 4:37
11. Ten Seconds to Midnight – 2:10
12. Tonight We Fly – 3:01
13. Ode to the Man– 0:15

Certaines premières versions du CD comprennent un second disque, A Promenade Companion, avec 4 chansons enregistrées en prise directe :
1. Don't Look Down - 4:49
2. Queen Of The South - 4:17
3. Your Daddy’s Car - 3:22
4. I Was Born Yesterday - 3:18

Promenade - Apropos of Promenade	(2020 Bonus Disc)
Chansons écrites et arrangées par Neil Hannon, sauf 5 (Mark Hollis, Tim Friese-Greene)
1. Ten Seconds To Midnight (Alternate Version)	- 2:20
2. Assume The Goldsmith - 5:14
3. When The Lights Go Out All Over Europe (Live) - 3:36
4. Tell Me What's Wrong - 2:15
5. Life's What You Make It - 2:51
6. Lost Prom Jam	1:42
7. Neptune's Daughter (Demo)	- 4:55
8. Going Downhill Fast (Instrumental) - 2:32
9. The Booklovers (Demo)	- 4:56
10. The Bright Lights Of Ealing - 1:47
11. Bath (Alternate Version) - 3:47
12. The Summerhouse (Early Idea) - 1:18
13. The Summerhouse (Live) - 4:34
14. When The Lights Go Out All Over Europe (Early Idea) - 2:44
15. A Woman Of The World (Promenade-style Demo) - 2:25
16. Geronimo (Live With Yann Tiersen)	- 1:47
17. Don't Look Down (Demo) - 4:59
18. A Drinking Song (Live) - 4:34
19. Only For Tonight - 2:57
20. Tonight We Fly (Demo)	- 3:03

## Musiciens
- Natalie Box - premier violon
- Catherine Browning - deuxième violon
- Jessamy Boyd - alto sur les titres 1,2,3,7,8,9 et 12
- Alan Simpson - alto sur les titres 4,5,6 et 10
- Chris Worsey - violoncelle
- Joby Talbot - hautbois, saxophone, et cor anglais
- Darren Allison - percussions
- Neil Hannon - tout le reste